# Plaza Mayor (Salamanca)

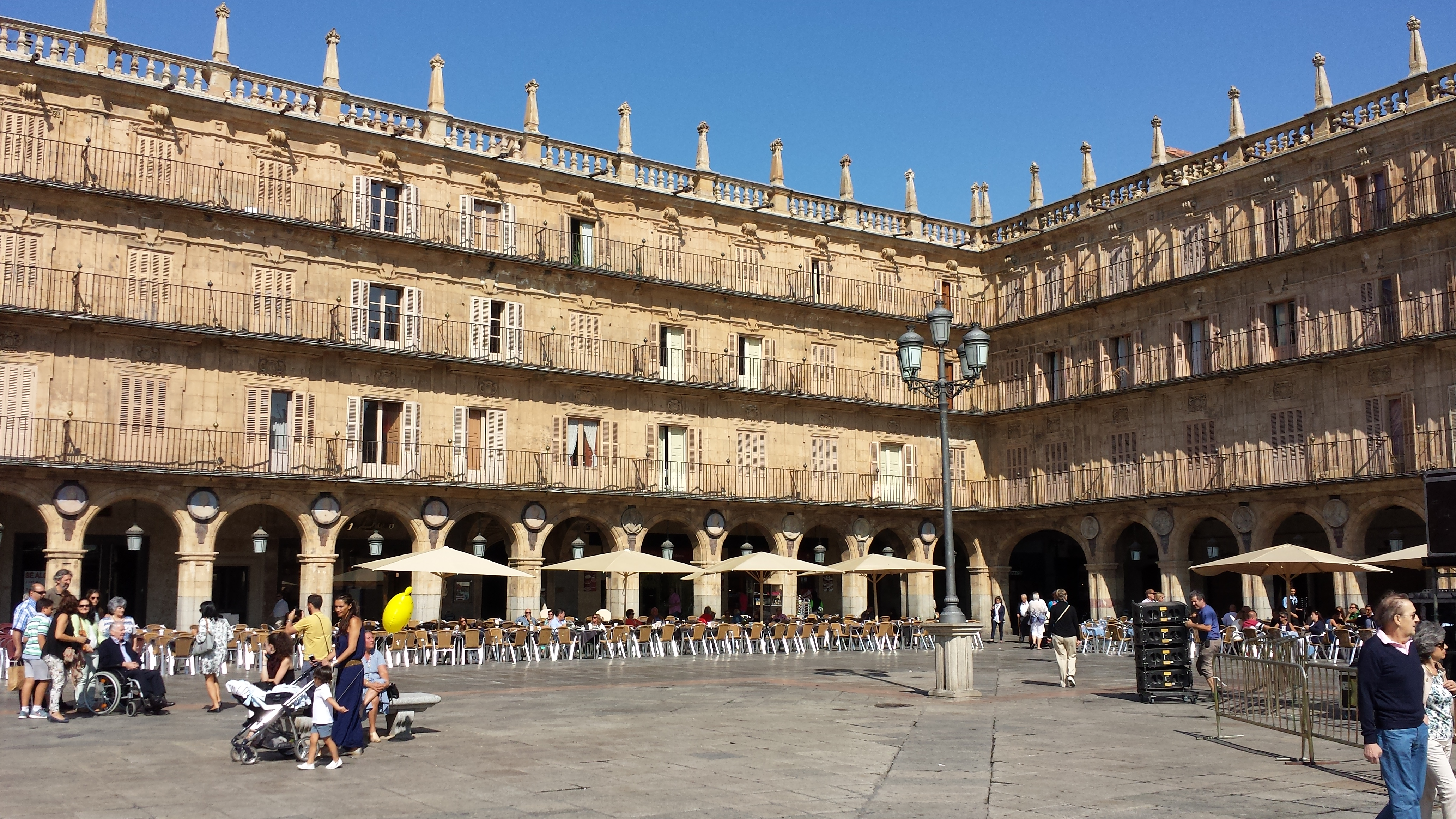
Teilansicht Plaza Mayor in Salamanca

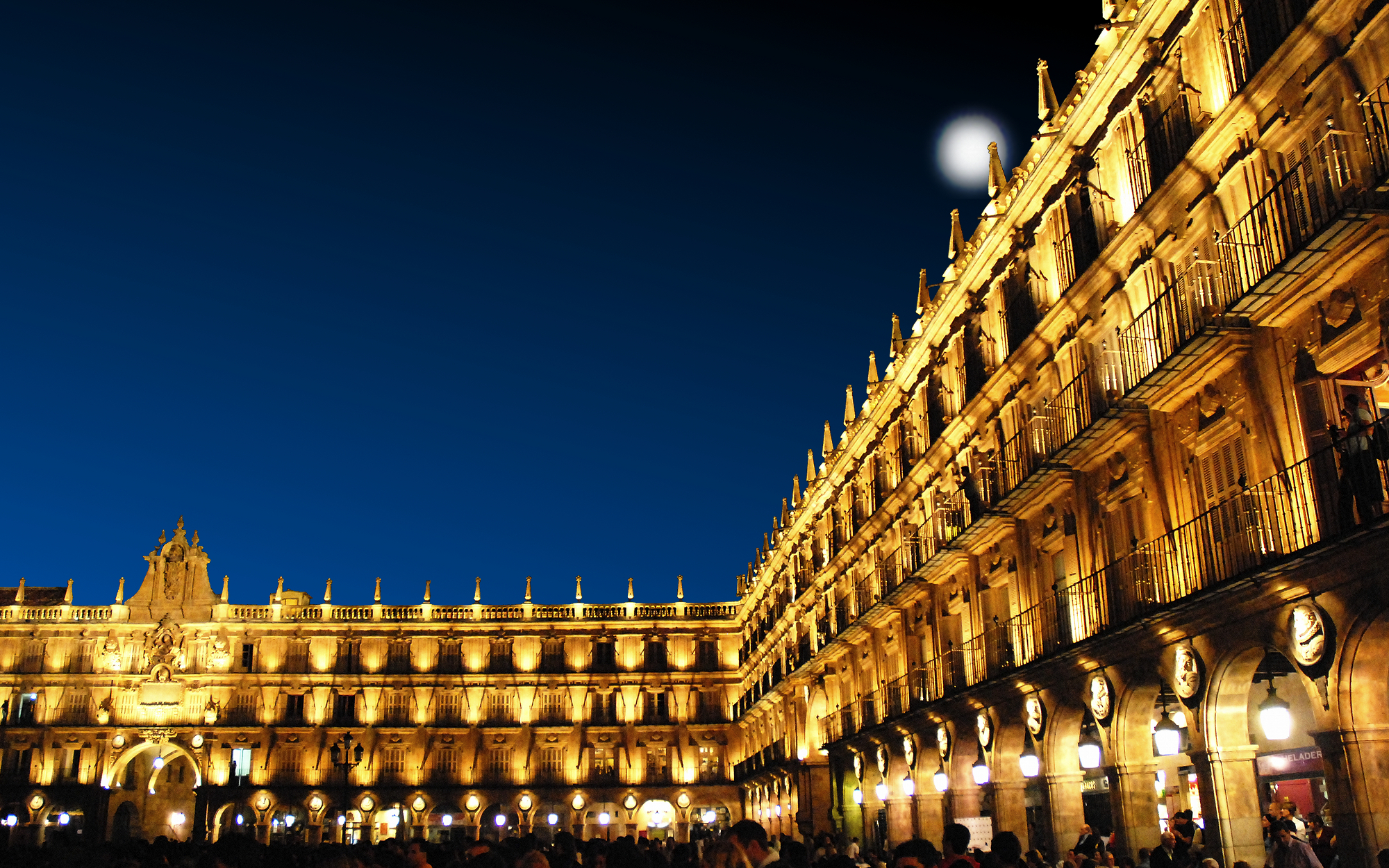
Die Plaza Mayor von Salamanca, abends

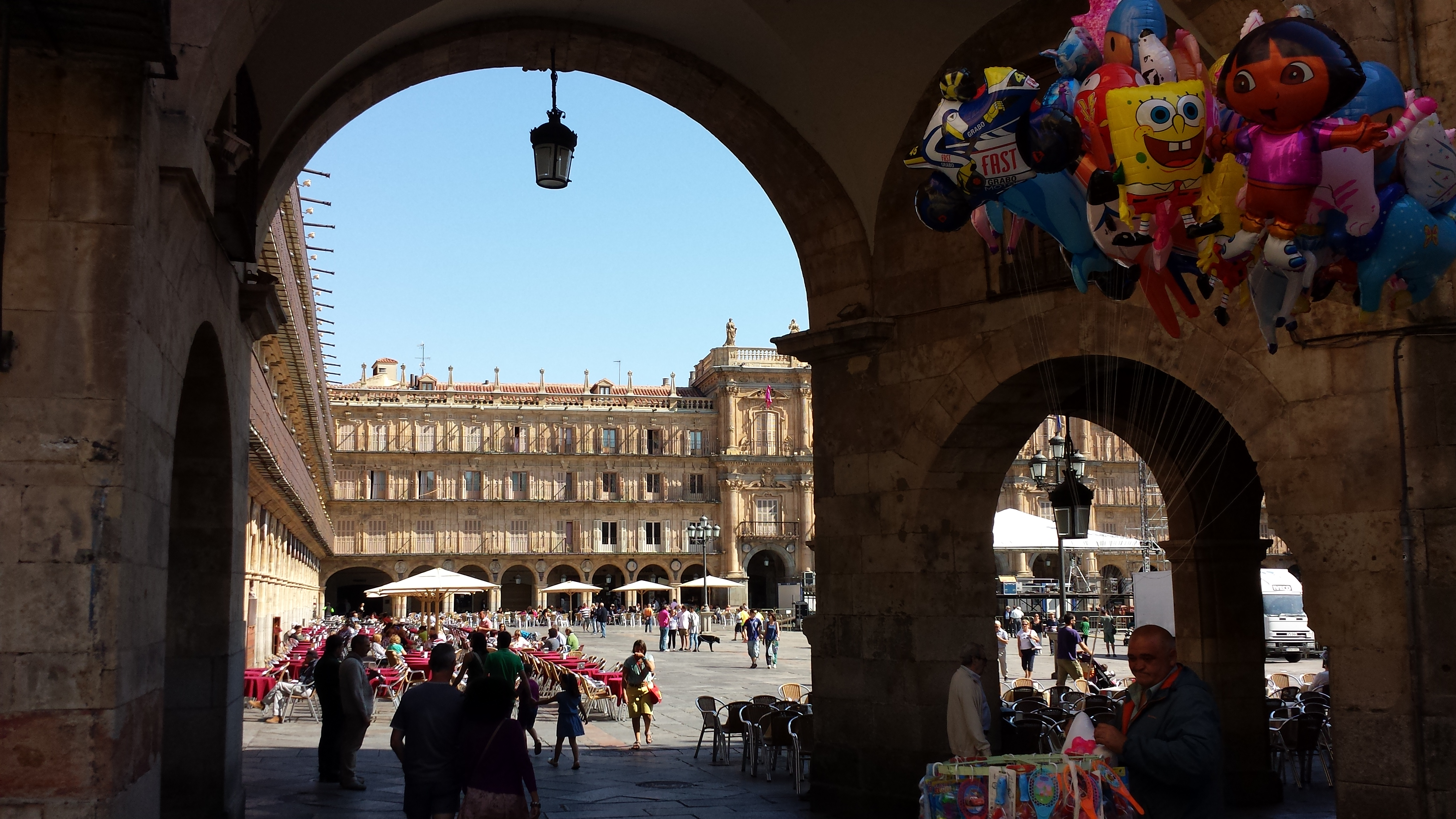
Torbogen Plaza Mayor in Salamanca

Die Plaza Mayor ist der Hauptplatz im Zentrum der spanischen Stadt Salamanca.

## Geschichte
Der Platz befindet sich in der Nähe der alten Puerta del Sol, einem Zugangstor der alten Stadtmauer. Weil dort die Kirche von San Martín lag, wurde der Platz früher auch Plaza de San Martín genannt.
Damals war der Platz weitaus größer und erstreckte sich bis zu Orten, die heute eigenständige Plätze in Salamanca sind, wie z. B. der heutige Marktplatz, die Plaza del Corrillo und die Plaza del Poeta Iglesias. Die Plaza de San Martín in Salamanca wurde daher früher als „der größte Platz der Christenheit“ bezeichnet. Dort fanden Feste, Märkte, Proklamationen etc. statt. Auch Stierkämpfe wurden früher auf dem Platz veranstaltet.
Im Jahr 1724 wurde der Platz aufgeteilt und auf seine heutige Größe reduziert, indem begonnen wurde, die Außenbegrenzung mit Gebäuden zu umfrieden. Architekt war Alberto de Churriguera. Dorthin wurden seinerzeit auch das Rathaus und die Stadtverwaltung verlegt („las Casas Consistoriales“), wodurch der Platz den Rang einer „Plaza Mayor“ erhielt. Als Churriguera starb, vollendete seine Arbeit der Architekt Andrés García de Quiñones im Jahr 1755.
Der Platz (genannt „pabellón real“, deutsch „königliche Pavillon“) weist an der Ostseite zwischen seinen Bögen Medaillons auf, die mit der Abbildung der Büsten spanischer Könige geschmückt sind. Diese Seite wurde zuerst errichtet, weil sie als Stützmauer diente.
Das heutige Aussehen mit Bodenplatten aus grauem Granit mit einzelnen Markierungen in rosa Granit wurde 1955 fertiggestellt. Bis dahin besaß der Platz eine kleine Gartenanlage mit Bäumen, Blumenbeeten und einem Musikpavillon. Die Gartenanlage war umgeben von einer Straße mit Kopfsteinpflaster.

## Sonstiges
Die Casas Consistoriales wurden nie fertiggestellt. Über den beiden Seitenflügeln fehlt jeweils ein Turm, die der Architekt Andrés García de Quiñones nicht zu bauen wagte. Dies weiß man, weil man das Modell für den Bau aus dem Jahre 1745 bis heute aufbewahrt hat.
Die Plaza Mayor ist Hauptschauplatz im Spielfilm 8 Blickwinkel aus dem Jahr 2008. Tatsächlich wurde der Platz für die Dreharbeiten zum Film allerdings nicht verwendet, sondern in Mexiko nachgebaut. Lediglich für die im Film verwendeten Luftaufnahmen wurde der echte Platz gefilmt. Die Erstaufführung des Films fand am 13. Februar 2008 in Salamanca statt.